# React (franquicia de medios)
React es una franquicia de medios utilizada por Fine Brothers que consta de varias series en línea centradas en un grupo de personas que reaccionan a videos virales, tendencias, videojuegos, avances de películas o videos musicales. La franquicia se lanzó con el debut en YouTube de Kids React en octubre de 2010, y luego creció para abarcar cuatro series más cargadas en el canal principal de YouTube de Fine Brothers , un canal de YouTube separado con varios contenidos relacionados con las reacciones, así como una serie de televisión. titulado React to That.
En 2016, el dúo anunció React World , un programa y canal en el que licenciarían el formato de sus programas React a los creadores, lo que generó una recepción negativa generalizada por parte de los espectadores y otros creadores de contenido, así como confusión sobre cuál es su formato. Esto finalmente llevó a Fine Brothers a eliminar todos los videos relacionados con React World, esencialmente desconectando el programa React World.

## Series de YouTube

### Kids React
Benny y Rafi Fine lanzaron una serie titulada Kids React el 16 de octubre de 2010, siendo el primer video "Kids React to Viral Videos (Double Rainbow, Obama Fail, Twin Rabbits, Snickers Halloween)". La serie Kids React presenta a The Fine Brothers (y uno de los miembros del personal desde 2016), fuera de cámara, mostrando a niños de 4 a 14 años (7 a 13 en septiembre de 2016, 7 a 11 en octubre de 2016) varios videos virales o YouTubers populares y hacer que los niños reaccionen a los videos.
El episodio de Kids React más popular hasta la fecha es "Kids React to Gay Marriage", con más de 40,2 millones de visitas al 2 de septiembre de 2018. La popularidad de Kids React hizo posible que la serie en línea ganara un premio Emmy especial en la 39.a Daytime Emmy Awards en 2012. El premio Emmy, que se entregó en cooperación con AOL, fue otorgado a los Fine Brothers por "Mejor Serie de Video Viral". Después de ganar el Emmy, los hermanos explicaron: "Ni un mucho ha cambiado [después de ganar el Emmy] además de darme cuenta de que hay programas en YouTube como React que pueden tener una audiencia similar, si no mejor, que el entretenimiento convencional".
Los videos y las estrellas de YouTube a las que los niños han reaccionado incluyen a Smosh (quien más tarde reaccionó a las reacciones de los niños), planking y el presidente Obama abordando la muerte de Osama bin Laden, entre varios otros temas. Kids React ha sido comparado con Kids Say the Darndest Things. En octubre de 2012, a los niños del programa se les mostraron videos de los debates presidenciales de Estados Unidos de 2012. Kids React ganó el Premio Streamy a Mejor Serie de No Ficción o Reality en 2013.

### Teens React
Debido a la popularidad de Kids React , The Fine Brothers generó un spin-off denominado Teens React el 17 de noviembre de 2011 con "TEENS REACT TO TWILIGHT". El programa tiene una premisa similar a Kids React , sin embargo, las estrellas más jóvenes son reemplazadas por adolescentes de secundaria de 14 a 18 años, algunos de los cuales han superado la edad de la serie Kids React . Debido a esto, los Fine Brothers pueden mostrar videos más maduros y menos "apropiados para niños", como videos sobre temas como Toddlers & Tiaras, el comercial Strong de Rick Perry, la muerte de Amanda Todd, y los debates presidenciales de Estados Unidos de 2012. Otros videos virales y estrellas de YouTube que han reaccionado incluyen Salad Fingers, The Overly Attached Girlfriend, "Gangnam Style", el tráiler de Los juegos del hambre, Shane Dawson, y One Direction, entre otros temas. Más tarde, The Fine Brothers lanzó una serie titulada Teens React: Gaming que consiste en videos de adolescentes que reaccionan a juegos populares como Mario Kart 64, Flappy Bird, Rocket League y Five Nights at Freddy's. Teens React lanzó la carrera de Lia Marie Johnson, también contó con algunos 'reactores' "famosos" como estrellas invitadas, ncluyendo a Lisa Cimorelli, Amy Cimorelli, Lucas Cruikshank (quien luego aparece en YouTubers React), Alex Steele, Jake Short y Maisie Williams.

### Elders React
Elders React se estrenó en 2012 e incluía personas mayores de 55 años. En 2021, se convirtió en una subserie de Adults React.

### YouTubers React
YouTubers React se estrenó en 2012 e incluía YouTubers famosos . En noviembre de 2020, se retitula Creators React debido al éxito de otras redes sociales y actualmente transmite sus episodios únicos a partir de junio de 2021.

### Adults React
El 30 de mayo de 2015, Fine Brothers anunció Adults React , que se estrenó el 16 de julio de ese mismo año. Está formado por personas de 20 a 55 años, incluidas ex estrellas de Teens React que han superado la edad de la serie. Según el video o el tema, Adults React especificará qué tipo de adultos reaccionarán, como padres o estudiantes universitarios.

### Parents React
El primer episodio de Parents React se estrenó el 6 de agosto de 2015 con "Parents React to Don't Stay At School". Esta serie involucra a los padres que reaccionan a cosas en las que los niños se estaban metiendo.

### College Kids React
El primer episodio de College Kids React se estrenó el 23 de junio de 2016 con "College Kids React to The 1975". Esta serie incluye estrellas que han superado la edad de Teens React junto con nuevas estrellas, así como estrellas que aún no han superado la edad de Teens React pero que han comenzado la universidad. El contenido de College Kids React es similar al contenido que se encuentra en Teens React pero más maduro.

### Episodios únicos
En abril de 2014, como una broma de April Fools, los Fine Brothers se unieron a Friskies y lanzaron Cats React , que se volvió viral. En julio de 2016 lanzaron otra parte de Cats React .
En agosto de 2014, lanzaron Celebridades reaccionan a videos virales y ahora se relanzan anualmente.
En abril de 2018, en otra broma de April Fools, lanzaron "Teens React to Nothing", donde mostraban a los adolescentes en una pantalla en blanco. Al año siguiente, lanzaron una secuela, "nada reacciona a los adolescentes reaccionan a nada", que presentaba el video original reproducido en un estudio vacío.

## React(canal de YouTube)
Después de crear cuatro series React exitosas individuales en su canal principal de YouTube, Fine Brothers lanzó un canal de YouTube separado en 2014, para contenido relacionado con reacciones, simplemente denominado "React". Con la intención de transmitir programación cinco días a la semana, el canal se lanzó con cinco series: React Gaming (una serie estilo Let's Play con jóvenes reales de su serie React principal ), Advice (una serie con jóvenes reales responder a las preguntas de los espectadores), React Remix (remixes musicales de imágenes anteriores de React ), People vs. Alimentos (originalmente Kids Vs. Foodhasta 2016) (una serie que presenta la prueba de sabor de Reactors "Weird" o comidas internacionales), y Lyric Breakdown (una serie en la que Reactors analiza el significado de varias canciones). El canal se lanzó con una reproducción de Goat Simulator centrada en los adolescentes. Desde el 18 de septiembre de 2020 hasta el 31 de mayo de 2021, el canal React de YouTube cambió de título a "REPLAY", luego del cambio de nombre del canal principal de FBE a "REACT" a raíz del distanciamiento de FBE de Benny y Rafi Fine como consecuencia del escándalo del verano de 2020 que provocó la salida de muchos reactores del canal. El 1 de junio de 2021, REPLAY se titula "PEOPLE VS FOOD" y movió todos los videos que no son de alimentos a REACT.

## React to That
A principios de 2014, se anunció que Fine Brothers hizo un trato con NCredible Entertainment, un estudio de producción fundado por Nick Cannon para desarrollar una serie de televisión para Nickelodeon. La serie, apodada React to That, fue "completamente rediseñada para la televisión", ya que los reactores "no solo miran y responden a videos virales, sino que salen de la sala de reacción y entran en enfrentamientos donde los clips cobran vida. ya que cada reactor se enfrenta a un desafío basado en el video que acaban de ver". Tras el anuncio de la serie, Benny Fine explicó: "Todos estos espectadores que miran ahora también son pioneros en lo que es ser un espectador de contenido. Nos siguen a través de todos nuestros diferentes esfuerzos, todas nuestras diferentes series, y ahora tendrán la oportunidad de seguirnos a otro medio". Nickelodeon ordenó que se produjeran 13 episodios, pero solo 12 se hicieron y se emitieron.

## React World

### Antecedentes
En julio de 2015, los Fine Brothers solicitaron la protección de marca registrada de "React" ante la Oficina de Patentes y Marcas Registradas de Estados Unidos (USPTO). La marca comercial se registró para "Servicios de entretenimiento, es decir, proporcionar una serie continua de programas y webisodios a través de Internet en el campo de la observación y entrevistas de varios grupos de personas". La USPTO aprobó un período de oposición de 30 días que debía comenzar el 2 de febrero de 2016; si ninguna de las partes presentó una oposición a la solicitud de marca registrada de las Multas, se habría procedido a través del proceso. Los hermanos habían solicitado y obtenido recientemente registros de marca para "Elders React" y "Teens React" en 2013, así como para "Kids React" en 2012.

### Detalles del anuncio
El 26 de enero de 2016, Fines anunció que lanzaría React World, una forma de otorgar a los creadores de contenido la licencia para crear sus propias versiones de los programas React . Específicamente, los Fine Brothers explicaron que iban a licenciar el formato de sus programas React. Un informe de Variety detalló que React World "agregaría videos en un canal para lanzar más tarde este año para promover, apoyar y presentar programación producida por fanáticos basada en sus programas". La compañía de los hermanos, Fine Brothers Entertainment (FBE) explicó que trabajarían con YouTube y ChannelMeter en el lanzamiento de React World. FBE también expresó que podrían monetizar videos de estilo React subidos bajo su licencia. Sobre la monetización, Digital Trends detalló: "Aunque las licencias son gratuitas, los creadores de React World deben aceptar compartir el 20 por ciento de los ingresos de AdSense y el 30 por ciento de los acuerdos de marca premium con FBE". Además, los Fines explicaron que proporcionarían orientación de producción continua, pautas creativas, biblias de formatos y otros recursos, así como apoyo técnico y promocional a los creadores que participaron con los hermanos en React World.

### Recepción
Aunque la vicepresidenta de asociaciones de contenido de YouTube, Kelly Merryman, originalmente proclamó: "Esto es creación de marca en la era de YouTube: compañías de medios en ascenso construyen sus marcas a través de colaboraciones con creadores de todo el mundo", los Fine Brothers recibieron una recepción abrumadoramente negativa. a su anuncio de React World. BBC News informó que "los críticos de Fine Brothers han expresado su preocupación de que puedan usar las marcas registradas para sofocar la competencia", y citó a un YouTuber que detalló "La gente no confía en ellos porque hace unos años cuando Ellen DeGeneres hizo un video similar, no tan similar, no tenía el mismo formato o marca, afirmaron que era su formato".Los espectadores y otros creadores de contenido condenaron a Fines por su anuncio, con The Daily Dot informando: "La reacción violenta llegó a Reddit y las redes sociales, y otros YouTubers publicaron sus propias reacciones y parodias del video de anuncio de React World con entusiasmo corporativo". La reacción provocó una caída dramática en los suscriptores, con más de 675,000 cuentas canceladas colectivamente de los canales React y Fine Bros Entertainment, así como videos recientes que obtuvieron muchos no me gusta en protesta a partir del 22 de febrero. 2016. Mashable describió que una publicación de Reddit "encendió un hilo de enemigos, defensores y una discusión general sobre si lo que está haciendo Fine Brothers Entertainment es justo". Ryan Morrison, un jugador, abogado y usuario de Reddit, declaró que presentaría un desafío legal a la solicitud de marca registrada de Fine Brothers en "React", y escribió: "A estos muchachos no se les ocurrió la idea de filmar reacciones graciosas de los niños. Y ciertamente no poseen un género completo de videos de YouTube. No fue su idea, y no es de ellos poseer o controlar".
Aunque hubo una respuesta abrumadoramente negativa al anuncio de React World, otras personalidades expresaron opiniones más suaves; La personalidad de Internet Hank Green escribió: "Este podría ser un proyecto genial si pudiera divorciarse de la idea de dos creadores muy poderosos que intentan controlar un formato de video de YouTube muy popular. ¿Franquiciar uno de los programas más grandes de YouTube? Sí, me encantaría para ver cómo va eso". El reportero de New York Jay Hathaway escribió: "La marca registrada y React World están muertos. Y es una pena, porque era una idea interesante que sufrió una ejecución sorda".

### Respuestas y descontinuación de los Fine Brothers
Después de ver la reacción inicial de su anuncio, The Fine Brothers publicaron comentarios en varios sitios web de redes sociales, incluidos Facebook, Twitter, Reddit y la sección de comentarios de su video de anuncio de YouTube. En Facebook, los Fines escribieron: "No somos dueños de la idea ni de los derechos de autor de los videos de reacción en general, ni dijimos nunca que lo fuéramos. No necesitas el permiso de nadie para hacer este tipo de videos, y no estamos autorizados a hacerlo". persiguiendo a nadie", y agregó: "De ninguna manera afirmamos que el contenido de reacción en general es nuestra propiedad intelectual. Este es un programa puramente voluntario para las personas que desean nuestro apoyo directo, y seguimos muy emocionados de trabajar con todos ustedes que puede querer participar". Además, tuitearon: "No estamos diciendo que tenemos derechos de autor sobre los videos de reacción en general, nadie puede hacerlo. Estamos otorgando licencias para nuestros programas específicos, como lo ha hecho la televisión durante años". Los hermanos también explicaron que "no intentarán obtener ingresos de otros tipos de videos de reacción y no violarán los derechos de autor". Sin embargo, otros YouTubers han informado múltiples eliminaciones de videos relacionados con derechos de autor. The Guardian también informó que los canales no relacionados que mostraban diversos grupos de personas que reaccionaban a los videos también se eliminaron después de las solicitudes de eliminación de Fine Brothers; Se observó que el video "Seniors React" se lanzó antes de que Fines lanzara su serie Elders React. The Fines también publicó un video de actualización en respuesta a lo que describieron como "confusión y respuesta negativa" a React World, en el que intentan aclarar la confusión sobre lo que abarca su formato, así como invitar a los espectadores a enviarles un correo electrónico sobre cualquier mas preguntas.
En última instancia, Fine Brothers eliminó todos los videos de React World, y publicaron una declaración en Medium, declarando que presentaron la documentación para rescindir todas sus marcas comerciales y aplicaciones "React", suspenderán el programa React World y publicarán todos los videos anteriores . Reclamaciones de identificación de contenido. En su publicación, los hermanos expresaron: "Tiene mucho sentido que la gente desconfíe de nuestros motivos aquí, pero estamos seguros de que nuestras acciones hablarán más fuerte que estas palabras en el futuro". La reacción a esta publicación de Medium fue negativa en Reddit, donde se informó que los usuarios comentaron que no perdonarían a los Fine Brothers.

## Reconocimientos
| Año  | Obra        | Categoría                            | Premio                                 | Resultado | Ref.   |
| ---- | ----------- | ------------------------------------ | -------------------------------------- | --------- | ------ |
| 2012 | Kids React  | Best Viral Video Series              | 39.a Daytime Creative Arts Emmy Awards | Ganador   | [ 8 ]  |
| 2012 | Kids React  | Best Variety Web Series              | Inaugural IAWTV Awards                 | Ganador   | [ 6 ]  |
| 2013 | Kids React  | Best Variety Series                  | IAWTV Awards 2013                      | Nominado  | [ 52 ] |
| 2013 | Kids React  | Best Non-Fiction or Reality Series   | 3.a Streamy Awards                     | Ganador   | [ 18 ] |
| 2014 | Kids React  | Best Directing (Non-Fiction)         | IAWTV Awards 2014                      | Nominado  | [ 53 ] |
| 2014 | Kids React  | Best Variety Web Series              | IAWTV Awards 2014                      | Ganador   | [ 53 ] |
| 2014 | Kids React  | Kids and Family                      | 4.a Streamy Awards                     | Ganador   | [ 54 ] |
| 2014 | Kids React  | Editing                              | 4.a Streamy Awards                     | Ganador   | [ 54 ] |
| 2014 | Kids React  | Audience Choice for Show of the Year | 4.a Streamy Awards                     | Nominado  | [ 54 ] |
| 2015 | Kids React  | Best Children's Series               | IAWTV Awards 2015                      | Nominado  | [ 55 ] |
| 2015 | Kids React  | Best Variety Series                  | IAWTV Awards 2015                      | Nominado  | [ 55 ] |
| 2015 | Kids React  | Best Directing (Non-Fiction)         | IAWTV Awards 2015                      | Nominado  | [ 55 ] |
| 2015 | Kids React  | Best Writing (Non-Fiction)           | IAWTV Awards 2015                      | Nominado  | [ 55 ] |
| 2015 | Kids React  | Non-Fiction                          | 5.a Streamy Awards                     | Nominado  | [ 56 ] |
| 2015 | Kids React  | Kids and Family                      | 5.a Streamy Awards                     | Nominado  | [ 56 ] |
| 2015 | Teens React | Audience Choice for Show of the Year | 5.a Streamy Awards                     | Nominado  | [ 56 ] |
| 2017 | REACT       | Audience Choice for Show Of The Year | 7.a Streamy Awards                     | Nominado  | [ 57 ] |